# Don Juan (film, 1926)
Pour les articles homonymes, voir Don Juan (homonymie).
Pour plus de détails, voir Fiche technique et Distribution.
Don Juan est un film américain réalisé par Alan Crosland, sorti en 1926. Il a pour principaux interprètes Jane Winton et John Roche
Utilisant le procédé vitaphone, ce film est considéré comme le premier film sonore, mais non parlant, et son succès permit à la Warner de devenir l'une des plus importantes sociétés de production américaine. 
Le film était projeté accompagné de quelques courts-métrages musicaux pour une durée totale de 170 minutes. 

## Synopsis
S'il est une chose que Don Juan de Marana a appris de son père don José, c'est que les femmes apportent trois choses : la vie, la désillusion et la mort. Il a appris l'infidélité de sa femme, donna Isobel, et il est mort poignardé par donna Elvira, sa dernière maîtresse. Dix ans plus tard, don Juan, après la fin de ses études à l'université de Pise, vit à Rome, dirigé par les Borgia : César, Lucrèce et le comte Donati. Don Juan conquiert beaucoup de femmes, mais la seule qu'il n'arrive pas à conquérir, Adriana, le hante.

## Fiche technique
- Titre : Don Juan
- Réalisation : Alan Crosland

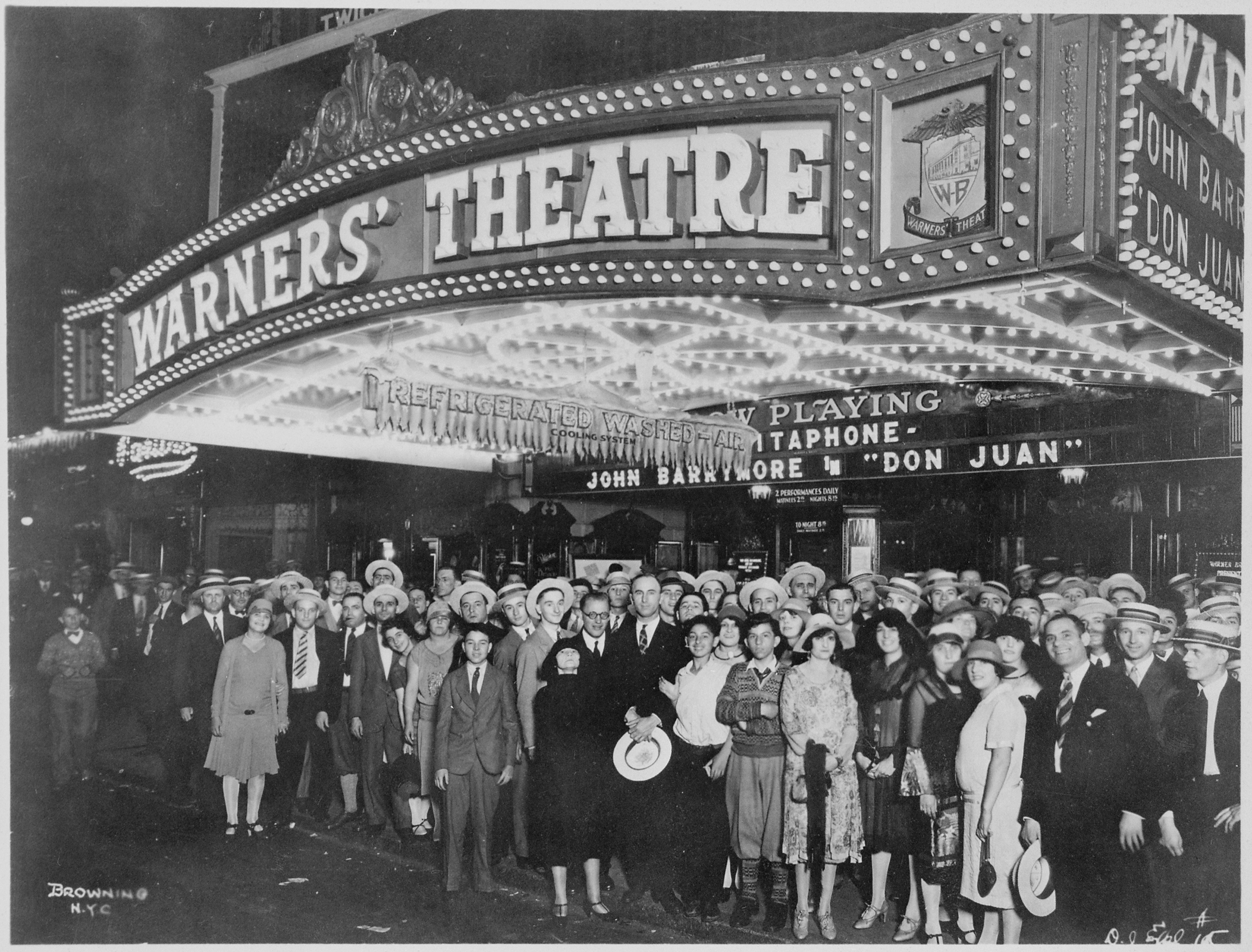
Le public devant un cinéma de New York lors de la première du film Don Juan

- Scénario : Walter Anthony, Maude Fulton, Bess Meredyth et Lord Byron
- Photographie : Byron Haskin
- Montage : Harold McCord
- Musique : David Mendoza et William Axt
- Langue : anglais
- Format : noir et blanc - 35mm - 1,33:1 -Son monophonique Vitaphone
- Genre : Film d'amour
- Durée : 112 minutes (170 avec les courts métrages)
- Dates de sortie :
  - États-Unis : 6 août 1926
  - Finlande : 17 octobre 1927
  - Allemagne : 1928

## Distribution

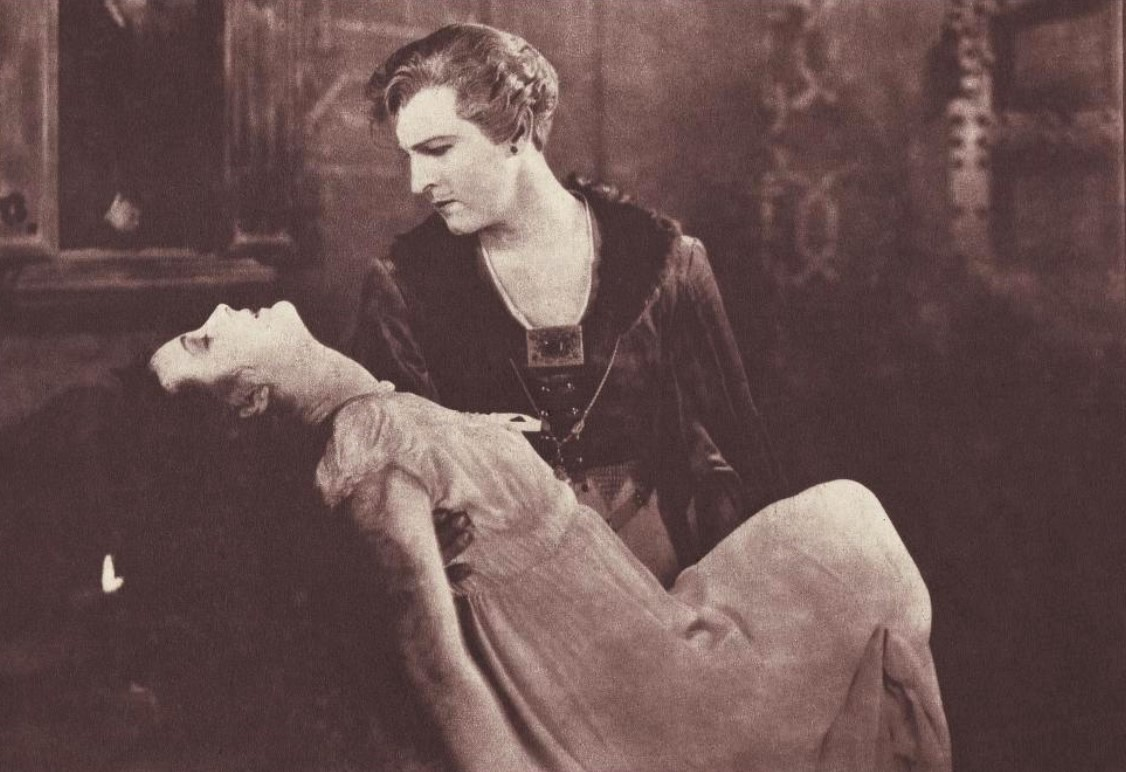
Mary Astor et John Barrymore dans une scène du film.

- John Barrymore : don Jose de Marana / don Juan de Marana
- Jane Winton : donna Isobel
- John Roche : Leandro
- Warner Oland : César Borgia
- Estelle Taylor : Lucrèce Borgia
- Montagu Love : comte Giano Donati
- Josef Swickard : duc Della Varnese
- Willard Louis : Pedrillo
- Nigel De Brulier : marquis Rinaldo
- Hedda Hopper : marquise Rinaldo
- Myrna Loy : Mai, dame d'honneur
- Mary Astor : Adriana della Varnese

Acteurs non crédités
- Helene Costello : Rena
- Helena D'Algy : donna Elvira
- Emily Fitzroy : la douairière
- John George : le nain bossu
- Gibson Gowland : le gentlemen de Rome #1
- Phyllis Haver : Imperia
- Sheldon Lewis : le gentlemen de Rome #2
- June Marlowe : Trusia
- Dick Sutherland : le gentlemen de Rome #3
- Gustav von Seyffertitz : Neri, l'alchimiste
- Helen Lee Worthing : Eleanora